# Сан-Константино-Альбанезе
Сан-Константино-Альбанезе (итал. San Costantino Albanese, алб. Shën Konstandinit i Arbëreshëvet) — арберешская коммуна в Италии, расположена в регионе Базиликата, подчиняется административному центру Потенца.
Население составляет 871 человек, плотность населения составляет 24 чел./км². Занимает площадь 37 км². Почтовый индекс — 85030. Телефонный код — 0973.
Покровителями коммуны почитаются Пресвятая Богородица (Madonna della Stella), празднование во второе воскресение мая) и святой Константин Великий, праздник ежегодно празднуется 21 мая.